# Priapulimorphida
Priapulimorphida — ряд приапулід (Priapulida), єдиний в класі Priapulimorpha. 
Включає 2 сучасні родини:
- Priapulidae
- Tubiluchidae[1]